# 두오모 광장 (시에나)

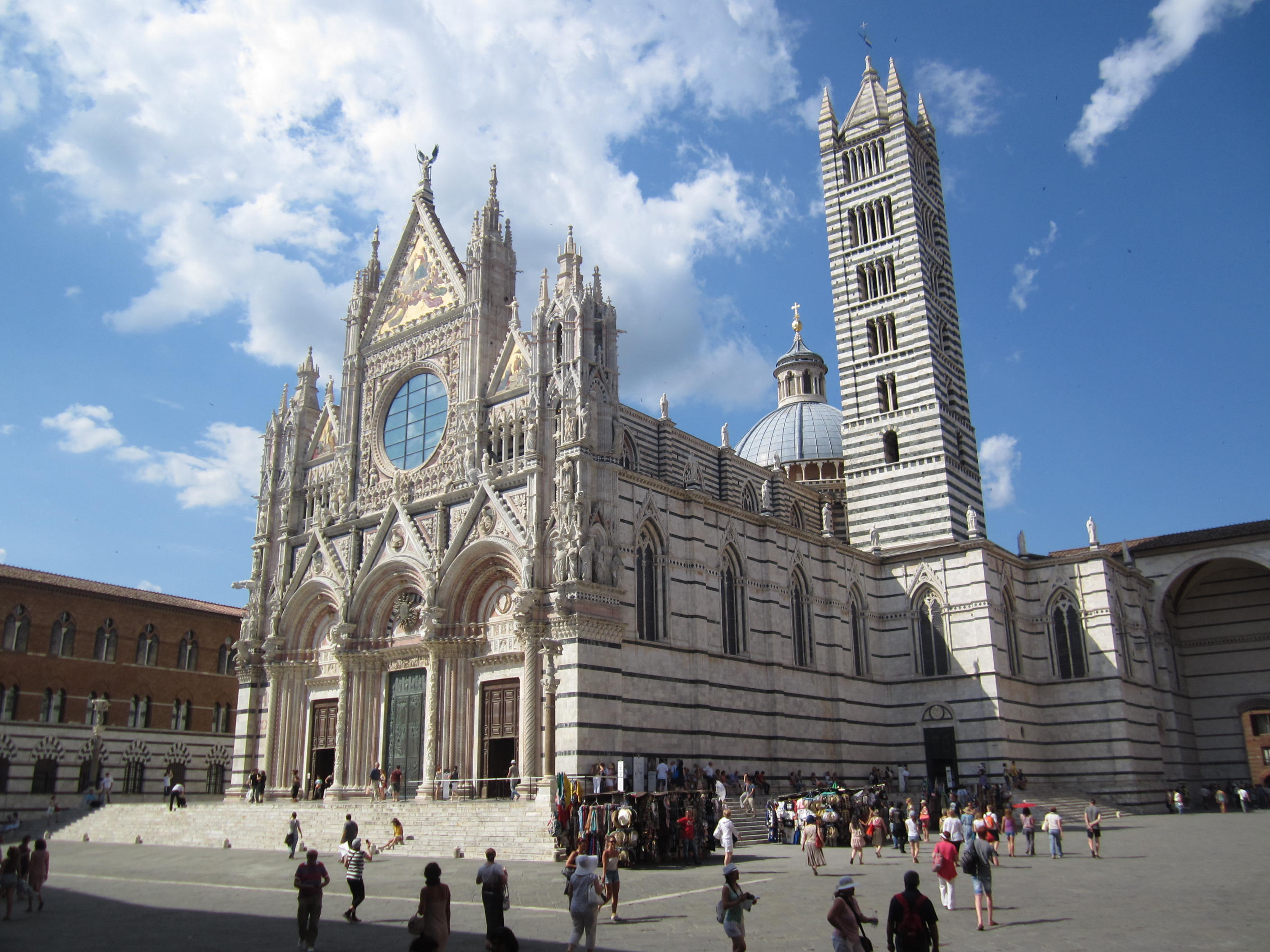
두오모 광장

두오모 광장(이탈리아어: Piazza del Duomo)은 이탈리아 시에나에 있는 광장이다.